# Max Beier
Max Walter Peter Beier (født 6. april 1903, død 4. juli 1979) var en østrigsk entomolog og araknolog med speciale i Pseudoscorpionida.